# Corrientes y Marrone
Corrientes y Marrone... la esquina de la revista fue un programa humorístico argentino en blanco y negro transmitido por Canal 13 en 1973, conducido por el cómico José Marrone. El guion fue escrito por Antonio Prat y dirigido por Carlos Sandor.

## Historia
Corrientes y Marrone se transmitió una vez a la semana a las 23. La idea fue la de presentar un programa plagado de sketch exclusivo para el público adulto. El programa tuvo un inicio en Canal 4 y luego pasó a Canal 13. Tenía todos los ingredientes que caracterizaban a las revistas que presentaban los teatros bonaerenses como  el Nacional, Astros o El Maipo.
En el personal estuvieron las impresionantes vedettes imperantes de la calle corrientes como Juanita Martínez (esposa de Marrone), Nélida Lobato, una jovencita debutante Moria Casán, Patricia Dal, Norma Sebré (Con carrera ascendente gracias a una publicidad), Naanim Timoyko (en su debut televisivo) y Thelma del Río. También estuvieron los cómicos Juan Carlos Galván y Santiago Bal, y como atracción los cantantes de tangos Rosana Falasca y Raúl Lavié.
En su momento el programa no tuvo muy buenas críticas ya que se lo consideró un tanto grosero y donde en general imperó el mal gusto.

## Elenco
- José Marrone
- Juanita Martínez
- Moria Casán
- Norma Sebré
- Juan Carlos Galván
- Rosana Falasca
- Nélida Lobato
- Patricia Dal
- Thelma del Río
- Santiago Bal
- Raúl Lavié
- Naanim Timoyko

### Ficha técnica
- Libro: Antonio Prat
- Escenografía: Caldentey
- Ilumianción: José V. Barcia
- Dirección: Carlos Sandor

- Datos: Q21059652